# Route de France féminine 2016
La Route de France féminine 2016 est la dixième édition de la Route de France féminine, course cycliste par étapes disputée en France. Elle a lieu du 7 au 14 août 2016. Elle est organisée par l'Organisation Routes et Cycles (ORC). La course fait partie du calendrier UCI féminin en catégorie 2.1. Les favorites sont Amber Neben et Tayler Wiles.
Le parcours comporte un prologue qui part de Saint Quentin. Il s'ensuit trois étapes de plaine, un contre-la-montre individuel long de 15 km puis trois étapes plus vallonnées dans les Vosges. 
Le prologue est remporté par Amy Pieters. Les trois étapes de plaine qui suivent se jouent au sprint. Elles sont gagnées respectivement par Eugenia Bujak, Roxane Fournier et Chloe Hosking. Le contre-la-montre de la quatrième étape s'avère décisif pour le classement général final. Amber Neben s'impose et endosse le maillot orange. Elle assoit sa domination le lendemain en remportant l'étape. Eugenia Bujak s'adjuge l'avant-dernière étape dans un sprint limité. Enfin, Roxane Fournier gagne la deuxième étape dans un peloton réduit. Au classement général, l'Américaine Amber Neben s'impose devant Tayler Wiles et Eugenia Bujak. Janneke Ensing est la meilleure grimpeuse, Kseniya Tuhai la meilleure jeune et Bepink la meilleure équipe.

## Présentation

### Comité d'organisation
L'épreuve est organisée par l'organisme Routes et Cycles dirigée par Hervé Gerardin.

### Parcours
Le parcours s'élance à Saint Quentin par un prologue long de 3,2 kilomètres autour du parc des Champs Élysées. S'ensuivent trois étapes relativement plates : entre Saint-Quentin et Pontoise, puis entre Breuillet et  Saint-Benoît-sur-Loire, enfin entre Saint-Sauveur-en-Puisaye  et Nevers . Un contre-la-montre individuel reliant Buxy à Chalon-sur-Saône et long de 15 km doit permettre d'ébaucher le classement général final. Trois étapes vallonnées voire de moyenne montagne concluent l'épreuve. La première va de Bourbonne-les-Bains à La Bresse avec un passage au col du Brabant à seulement trois kilomètres de l'arrivée. Le lendemain, le parcours entre Plombières-les-Bains et Soultzmatt comprend le col de la Croix des Moinats (8,8 km, 5,49 % de pente moyenne, pente maximale 7,5 %), le col du Bramont qui n'est pas référencé malgré ses 7,9 km à 4,05 % de moyenne et 7,6 % d'inclinaison maximale ; Le Markstein (3,52 % en moyenne, 8,6% maximum) et le col de Bannstein. Enfin la dernière étape se court en circuit entre Lutterbach et Guebwiller. Elle monte à trois reprises cette dernière difficulté,.

### Équipes
L'épreuve prévoit initialement d'accueillir quatorze équipes UCI et une sélection nationale. Finalement l'équipe Alé Cipollini est absente.
| Équipes UCI        | Équipes UCI | Équipes UCI |
| Nom de l'équipe    | Pays        | Code        |
| ------------------ | ----------- | ----------- |
| Astana Women's     | Kazakhstan  | ASA         |
| Bepink             | Italie      | BPK         |
| BTC City Ljubljana | Slovénie    | BTC         |
| Inpa Bianchi       | Italie      | ISG         |
| Liv-Plantur        | Pays-Bas    | TLP         |
| Lointek            | Espagne     | LTK         |

| Équipes UCI                     | Équipes UCI | Équipes UCI |
| Nom de l'équipe                 | Pays        | Code        |
| ------------------------------- | ----------- | ----------- |
| Lotto Soudal                    | Belgique    | LBL         |
| Orica-AIS                       | Australie   | OGE         |
| Parkhotel Valkenburg            | Pays-Bas    | PHV         |
| Poitou-Charentes.Futuroscope.86 | France      | FUT         |
| Servetto Footon                 | Italie      | SEF         |
| Tibco-SVB                       | États-Unis  | TIB         |
| Wiggle High5                    | Royaume-Uni | WHT         |

| Équipe nationale              | Équipe nationale | Équipe nationale |
| Nom de l'équipe               | Pays             | Code             |
| ----------------------------- | ---------------- | ---------------- |
| Sélection nationale française | France           |                  |

## Favorites
Les Américaines Amber Neben, vainqueur de la Route de France féminine 2007, et Tayler Wiles vainqueur du Tour de l'Ardèche 2015 sont les favorites de l'épreuve. La Nordiste Élise Delzenne est également nommée.

## Étapes
| Étape     | Date    | Villes étapes                      | type                        | Distance (km) | Vainqueur d'étape | Leader du classement général |
| --------- | ------- | ---------------------------------- | --------------------------- | ------------- | ----------------- | ---------------------------- |
| Prologue  | 7 août  | Saint-Quentin – Saint-Quentin      | prologue                    | 3,2           | Amy Pieters       | Amy Pieters                  |
| 1re étape | 8 août  | Saint-Quentin – Pontoise           | étape de plaine             | 134,8         | Eugenia Bujak     | Amy Pieters                  |
| 2e étape  | 9 août  | Breuillet – Saint-Benoît-sur-Loire | étape de plaine             | 114,8         | Roxane Fournier   | Amy Pieters                  |
| 3e étape  | 10 août | Saint-Sauveur-en-Puisaye – Nevers  | étape de plaine             | 102,4         | Chloe Hosking     | Amy Pieters                  |
| 4e étape  | 11 août | Buxy – Chalon-sur-Saône            | contre-la-montre individuel | 15            | Amber Neben       | Amber Neben                  |
| 5e étape  | 12 août | Bourbonne-les-Bains – La Bresse    | étape vallonnée             | 115,2         | Amber Neben       | Amber Neben                  |
| 6e étape  | 13 août | Plombières-les-Bains – Soultzmatt  | étape vallonnée             | 123,9         | Eugenia Bujak     | Amber Neben                  |
| 7e étape  | 14 août | Lutterbach – Guebwiller            | étape vallonnée             | 113,7         | Roxane Fournier   | Amber Neben                  |

## Déroulement de la course

### Prologue
Amy Pieters se montre la plus rapide sur le prologue. Elle devance Sarah Roy, Floortje Mackaij, Aude Biannic et Élise Delzenne,.
| \| Classement de l'étape \| Classement de l'étape \| Classement de l'étape \| Classement de l'étape \| Classement de l'étape \| \| Coureur \| Coureur \| Pays \| Équipe \| Temps \| \| --------------------- \| --------------------- \| --------------------- \| ------------------------------- \| --------------------- \| \| 1re \| Amy Pieters \| Pays-Bas \| Wiggle High5 \| 4 min 18 s \| \| 2e \| Sarah Roy \| Australie \| Orica-AIS \| + 10 s \| \| 3e \| Floortje Mackaij \| Pays-Bas \| Liv-Plantur \| + 10 s \| \| 4e \| Aude Biannic \| France \| Poitou-Charentes.Futuroscope.86 \| + 11 s \| \| 5e \| Élise Delzenne \| France \| Lotto Soudal Ladies \| + 12 s \| \| 6e \| Danielle King \| Royaume-Uni \| Wiggle High5 \| + 12 s \| \| 7e \| Amélie Rivat \| France \| Poitou-Charentes.Futuroscope.86 \| + 13 s \| \| 8e \| Tayler Wiles \| États-Unis \| Orica-AIS \| + 14 s \| \| 9e \| Mia Radotić \| Croatie \| BTC City Ljubljana \| + 15 s \| \| 10e \| Anouk Rijff \| Pays-Bas \| Lotto Soudal Ladies \| + 15 s \| |                  |             |                                 |            |
| |                  |             |                                 |            |
| |                  |             |                                 |            |
| Classement de l'étape |                  |             |                                 |            |
| Coureur | Coureur          | Pays        | Équipe                          | Temps      |
| 1re | Amy Pieters      | Pays-Bas    | Wiggle High5                    | 4 min 18 s |
| 2e | Sarah Roy        | Australie   | Orica-AIS                       | + 10 s     |
| 3e | Floortje Mackaij | Pays-Bas    | Liv-Plantur                     | + 10 s     |
| 4e | Aude Biannic     | France      | Poitou-Charentes.Futuroscope.86 | + 11 s     |
| 5e | Élise Delzenne   | France      | Lotto Soudal Ladies             | + 12 s     |
| 6e | Danielle King    | Royaume-Uni | Wiggle High5                    | + 12 s     |
| 7e | Amélie Rivat     | France      | Poitou-Charentes.Futuroscope.86 | + 13 s     |
| 8e | Tayler Wiles     | États-Unis  | Orica-AIS                       | + 14 s     |
| 9e | Mia Radotić      | Croatie     | BTC City Ljubljana              | + 15 s     |
| 10e | Anouk Rijff      | Pays-Bas    | Lotto Soudal Ladies             | + 15 s     |

| \| Classement général \| Classement général \| Classement général \| Classement général \| Classement général \| \| Coureur \| Coureur \| Pays \| Équipe \| Temps \| \| ------------------ \| ------------------ \| ------------------ \| ------------------------------- \| ------------------ \| \| 1re \| Amy Pieters \| Pays-Bas \| Wiggle High5 \| 4 min 18 s \| \| 2e \| Sarah Roy \| Australie \| Orica-AIS \| + 10 s \| \| 3e \| Floortje Mackaij \| Pays-Bas \| Liv-Plantur \| + 10 s \| \| 4e \| Aude Biannic \| France \| Poitou-Charentes.Futuroscope.86 \| + 11 s \| \| 5e \| Élise Delzenne \| France \| Lotto Soudal Ladies \| + 12 s \| \| 6e \| Danielle King \| Royaume-Uni \| Wiggle High5 \| + 12 s \| \| 7e \| Amélie Rivat \| France \| Poitou-Charentes.Futuroscope.86 \| + 13 s \| \| 8e \| Tayler Wiles \| États-Unis \| Orica-AIS \| + 14 s \| \| 9e \| Mia Radotić \| Croatie \| BTC City Ljubljana \| + 15 s \| \| 10e \| Anouk Rijff \| Pays-Bas \| Lotto Soudal Ladies \| + 15 s \| |                  |             |                                 |            |
| |                  |             |                                 |            |
| |                  |             |                                 |            |
| Classement général |                  |             |                                 |            |
| Coureur | Coureur          | Pays        | Équipe                          | Temps      |
| 1re | Amy Pieters      | Pays-Bas    | Wiggle High5                    | 4 min 18 s |
| 2e | Sarah Roy        | Australie   | Orica-AIS                       | + 10 s     |
| 3e | Floortje Mackaij | Pays-Bas    | Liv-Plantur                     | + 10 s     |
| 4e | Aude Biannic     | France      | Poitou-Charentes.Futuroscope.86 | + 11 s     |
| 5e | Élise Delzenne   | France      | Lotto Soudal Ladies             | + 12 s     |
| 6e | Danielle King    | Royaume-Uni | Wiggle High5                    | + 12 s     |
| 7e | Amélie Rivat     | France      | Poitou-Charentes.Futuroscope.86 | + 13 s     |
| 8e | Tayler Wiles     | États-Unis  | Orica-AIS                       | + 14 s     |
| 9e | Mia Radotić      | Croatie     | BTC City Ljubljana              | + 15 s     |
| 10e | Anouk Rijff      | Pays-Bas    | Lotto Soudal Ladies             | + 15 s     |

### 1reétape
La victoire de la première étape se dispute dans un sprint ascendant. La Polonaise Eugenia Bujak s'impose devant Floortje Mackaij et la leader du classement général Amy Pieters.
| \| Classement de l'étape \| Classement de l'étape \| Classement de l'étape \| Classement de l'étape \| Classement de l'étape \| \| Coureur \| Coureur \| Pays \| Équipe \| Temps \| \| --------------------- \| ------------------------ \| --------------------- \| ------------------------------- \| --------------------- \| \| 1re \| Eugenia Bujak \| Pologne \| BTC City Ljubljana \| 3 h 48 min 37 s \| \| 2e \| Floortje Mackaij \| Pays-Bas \| Liv-Plantur \| + 0 s \| \| 3e \| Amy Pieters \| Pays-Bas \| Wiggle High5 \| + 0 s \| \| 4e \| Mia Radotić \| Croatie \| BTC City Ljubljana \| + 0 s \| \| 5e \| Sarah Roy \| Australie \| Orica-AIS \| + 0 s \| \| 6e \| Séverine Eraud \| France \| Poitou-Charentes.Futuroscope.86 \| + 0 s \| \| 7e \| Roxane Fournier \| France \| Poitou-Charentes.Futuroscope.86 \| + 0 s \| \| 8e \| Élise Delzenne \| France \| Lotto Soudal Ladies \| + 0 s \| \| 9e \| Kendall Ryan \| États-Unis \| Tibco-Silicon Valley Bank \| + 0 s \| \| 10e \| Anna Zita Maria Stricker \| Italie \| Inpa-Bianchi \| + 0 s \| |                          |            |                                 |                 |
| |                          |            |                                 |                 |
| |                          |            |                                 |                 |
| Classement de l'étape |                          |            |                                 |                 |
| Coureur | Coureur                  | Pays       | Équipe                          | Temps           |
| 1re | Eugenia Bujak            | Pologne    | BTC City Ljubljana              | 3 h 48 min 37 s |
| 2e | Floortje Mackaij         | Pays-Bas   | Liv-Plantur                     | + 0 s           |
| 3e | Amy Pieters              | Pays-Bas   | Wiggle High5                    | + 0 s           |
| 4e | Mia Radotić              | Croatie    | BTC City Ljubljana              | + 0 s           |
| 5e | Sarah Roy                | Australie  | Orica-AIS                       | + 0 s           |
| 6e | Séverine Eraud           | France     | Poitou-Charentes.Futuroscope.86 | + 0 s           |
| 7e | Roxane Fournier          | France     | Poitou-Charentes.Futuroscope.86 | + 0 s           |
| 8e | Élise Delzenne           | France     | Lotto Soudal Ladies             | + 0 s           |
| 9e | Kendall Ryan             | États-Unis | Tibco-Silicon Valley Bank       | + 0 s           |
| 10e | Anna Zita Maria Stricker | Italie     | Inpa-Bianchi                    | + 0 s           |

| \| Classement général \| Classement général \| Classement général \| Classement général \| Classement général \| \| Coureur \| Coureur \| Pays \| Équipe \| Temps \| \| ------------------ \| ------------------ \| ------------------ \| ------------------------------- \| ------------------ \| \| 1re \| Amy Pieters \| Pays-Bas \| Wiggle High5 \| 3 h 52 min 55 s \| \| 2e \| Sarah Roy \| Australie \| Orica-AIS \| + 10 s \| \| 3e \| Floortje Mackaij \| Pays-Bas \| Liv-Plantur \| + 10 s \| \| 4e \| Aude Biannic \| France \| Poitou-Charentes.Futuroscope.86 \| + 11 s \| \| 5e \| Élise Delzenne \| France \| Lotto Soudal Ladies \| + 12 s \| \| 6e \| Mia Radotić \| Croatie \| BTC City Ljubljana \| + 15 s \| \| 7e \| Lara Vieceli \| Italie \| Inpa-Bianchi \| + 16 s \| \| 8e \| Danielle King \| Royaume-Uni \| Wiggle High5 \| + 16 s \| \| 9e \| Kendall Ryan \| États-Unis \| Tibco-Silicon Valley Bank \| + 17 s \| \| 10e \| Eugenia Bujak \| Pologne \| BTC City Ljubljana \| + 17 s \| |                  |             |                                 |                 |
| |                  |             |                                 |                 |
| |                  |             |                                 |                 |
| Classement général |                  |             |                                 |                 |
| Coureur | Coureur          | Pays        | Équipe                          | Temps           |
| 1re | Amy Pieters      | Pays-Bas    | Wiggle High5                    | 3 h 52 min 55 s |
| 2e | Sarah Roy        | Australie   | Orica-AIS                       | + 10 s          |
| 3e | Floortje Mackaij | Pays-Bas    | Liv-Plantur                     | + 10 s          |
| 4e | Aude Biannic     | France      | Poitou-Charentes.Futuroscope.86 | + 11 s          |
| 5e | Élise Delzenne   | France      | Lotto Soudal Ladies             | + 12 s          |
| 6e | Mia Radotić      | Croatie     | BTC City Ljubljana              | + 15 s          |
| 7e | Lara Vieceli     | Italie      | Inpa-Bianchi                    | + 16 s          |
| 8e | Danielle King    | Royaume-Uni | Wiggle High5                    | + 16 s          |
| 9e | Kendall Ryan     | États-Unis  | Tibco-Silicon Valley Bank       | + 17 s          |
| 10e | Eugenia Bujak    | Pologne     | BTC City Ljubljana              | + 17 s          |

### 2eétape
La deuxième étape est particulièrement rapide : près de 43,3 km/h. La victoire se décide au sprint. La Française Roxane Fournier est la plus rapide devant la meilleure jeune Floortje Mackaij et Chloe Hosking. 
| \| Classement de l'étape \| Classement de l'étape \| Classement de l'étape \| Classement de l'étape \| Classement de l'étape \| \| Coureur \| Coureur \| Pays \| Équipe \| Temps \| \| --------------------- \| --------------------- \| --------------------- \| -------------------------------- \| --------------------- \| \| 1re \| Roxane Fournier \| France \| Poitou-Charentes.Futuroscope.86 \| 2 h 39 min 01 s \| \| 2e \| Floortje Mackaij \| Pays-Bas \| Liv-Plantur \| + 0 s \| \| 3e \| Chloe Hosking \| Australie \| Wiggle High5 \| + 0 s \| \| 4e \| Eugenia Bujak \| Pologne \| BTC City Ljubljana \| + 0 s \| \| 5e \| Kendall Ryan \| États-Unis \| Tibco-Silicon Valley Bank \| + 0 s \| \| 6e \| Élise Delzenne \| France \| Lotto Soudal Ladies \| + 0 s \| \| 7e \| Ilona Hoeksma \| Pays-Bas \| Parkhotel Valkenburg Continental \| + 0 s \| \| 8e \| Mia Radotić \| Croatie \| BTC City Ljubljana \| + 0 s \| \| 9e \| Sofia Bertizzolo \| Italie \| Astana Women's Team \| + 0 s \| \| 10e \| Sarah Roy \| Australie \| Orica-AIS \| + 0 s \| |                  |            |                                  |                 |
| |                  |            |                                  |                 |
| |                  |            |                                  |                 |
| Classement de l'étape |                  |            |                                  |                 |
| Coureur | Coureur          | Pays       | Équipe                           | Temps           |
| 1re | Roxane Fournier  | France     | Poitou-Charentes.Futuroscope.86  | 2 h 39 min 01 s |
| 2e | Floortje Mackaij | Pays-Bas   | Liv-Plantur                      | + 0 s           |
| 3e | Chloe Hosking    | Australie  | Wiggle High5                     | + 0 s           |
| 4e | Eugenia Bujak    | Pologne    | BTC City Ljubljana               | + 0 s           |
| 5e | Kendall Ryan     | États-Unis | Tibco-Silicon Valley Bank        | + 0 s           |
| 6e | Élise Delzenne   | France     | Lotto Soudal Ladies              | + 0 s           |
| 7e | Ilona Hoeksma    | Pays-Bas   | Parkhotel Valkenburg Continental | + 0 s           |
| 8e | Mia Radotić      | Croatie    | BTC City Ljubljana               | + 0 s           |
| 9e | Sofia Bertizzolo | Italie     | Astana Women's Team              | + 0 s           |
| 10e | Sarah Roy        | Australie  | Orica-AIS                        | + 0 s           |

| \| Classement général \| Classement général \| Classement général \| Classement général \| Classement général \| \| Coureur \| Coureur \| Pays \| Équipe \| Temps \| \| ------------------ \| ------------------ \| ------------------ \| ------------------------------- \| ------------------ \| \| 1re \| Amy Pieters \| Pays-Bas \| Wiggle High5 \| 6 h 32 min 16 s \| \| 2e \| Sarah Roy \| Australie \| Orica-AIS \| + 10 s \| \| 3e \| Floortje Mackaij \| Pays-Bas \| Liv-Plantur \| + 10 s \| \| 4e \| Aude Biannic \| France \| Poitou-Charentes.Futuroscope.86 \| + 11 s \| \| 5e \| Élise Delzenne \| France \| Lotto Soudal Ladies \| + 12 s \| \| 6e \| Danielle King \| Royaume-Uni \| Wiggle High5 \| + 12 s \| \| 7e \| Mia Radotić \| Croatie \| BTC City Ljubljana \| + 15 s \| \| 8e \| Lara Vieceli \| Italie \| Inpa-Bianchi \| + 16 s \| \| 9e \| Kendall Ryan \| États-Unis \| Tibco-Silicon Valley Bank \| + 17 s \| \| 10e \| Eugenia Bujak \| Pologne \| BTC City Ljubljana \| + 17 s \| |                  |             |                                 |                 |
| |                  |             |                                 |                 |
| |                  |             |                                 |                 |
| Classement général |                  |             |                                 |                 |
| Coureur | Coureur          | Pays        | Équipe                          | Temps           |
| 1re | Amy Pieters      | Pays-Bas    | Wiggle High5                    | 6 h 32 min 16 s |
| 2e | Sarah Roy        | Australie   | Orica-AIS                       | + 10 s          |
| 3e | Floortje Mackaij | Pays-Bas    | Liv-Plantur                     | + 10 s          |
| 4e | Aude Biannic     | France      | Poitou-Charentes.Futuroscope.86 | + 11 s          |
| 5e | Élise Delzenne   | France      | Lotto Soudal Ladies             | + 12 s          |
| 6e | Danielle King    | Royaume-Uni | Wiggle High5                    | + 12 s          |
| 7e | Mia Radotić      | Croatie     | BTC City Ljubljana              | + 15 s          |
| 8e | Lara Vieceli     | Italie      | Inpa-Bianchi                    | + 16 s          |
| 9e | Kendall Ryan     | États-Unis  | Tibco-Silicon Valley Bank       | + 17 s          |
| 10e | Eugenia Bujak    | Pologne     | BTC City Ljubljana              | + 17 s          |

### 3eétape
Au kilomètre dix-neuf, Rozanne Slik et Eva Buurman accélèrent, mais se font ensuite reprendre par le peloton. Au kilomètre cinquante, Mayuko Hagiwara, Anouk Rijff, Lex Albrecht et Fanny Riberot tentent également leur chance sans plus de succès.  Esra Tromp s'échappe mais se fait rejoindre. Enfin, dans les parties difficiles du circuit final  Kseniya Tuhai et Kseniia Dobrynina semblent avoir réalisé le plus dur, mais le peloton se montre plus fort. On assiste donc à une nouvelle arrivée au sprint. Chloe Hosking devant sur la ligne Élise Delzenne et Roxane Fournier,. Une chute importante à une vingtaine de kilomètres de l'arrivée pousse la meilleure jeune Floortje Mackaij à l'abandon, sa clavicule est cassée.
| \| Classement de l'étape \| Classement de l'étape \| Classement de l'étape \| Classement de l'étape \| Classement de l'étape \| \| Coureur \| Coureur \| Pays \| Équipe \| Temps \| \| --------------------- \| ----------------------- \| --------------------- \| -------------------------------- \| --------------------- \| \| 1re \| Chloe Hosking \| Australie \| Wiggle High5 \| 2 h 29 min 59 s \| \| 2e \| Élise Delzenne \| France \| Lotto Soudal Ladies \| + 0 s \| \| 3e \| Roxane Fournier \| France \| Poitou-Charentes.Futuroscope.86 \| + 0 s \| \| 4e \| Amy Pieters \| Pays-Bas \| Wiggle High5 \| + 0 s \| \| 5e \| Maria Vittoria Sperotto \| Italie \| Servetto Footon \| + 0 s \| \| 6e \| Kendall Ryan \| États-Unis \| Tibco-Silicon Valley Bank \| + 0 s \| \| 7e \| Michela Pavin \| Italie \| Inpa-Bianchi \| + 0 s \| \| 8e \| Arianna Fidanza \| Italie \| Astana Women's Team \| + 0 s \| \| 9e \| Eva Buurman \| Pays-Bas \| Parkhotel Valkenburg Continental \| + 0 s \| \| 10e \| Eugenia Bujak \| Pologne \| BTC City Ljubljana \| + 0 s \| |                         |            |                                  |                 |
| |                         |            |                                  |                 |
| |                         |            |                                  |                 |
| Classement de l'étape |                         |            |                                  |                 |
| Coureur | Coureur                 | Pays       | Équipe                           | Temps           |
| 1re | Chloe Hosking           | Australie  | Wiggle High5                     | 2 h 29 min 59 s |
| 2e | Élise Delzenne          | France     | Lotto Soudal Ladies              | + 0 s           |
| 3e | Roxane Fournier         | France     | Poitou-Charentes.Futuroscope.86  | + 0 s           |
| 4e | Amy Pieters             | Pays-Bas   | Wiggle High5                     | + 0 s           |
| 5e | Maria Vittoria Sperotto | Italie     | Servetto Footon                  | + 0 s           |
| 6e | Kendall Ryan            | États-Unis | Tibco-Silicon Valley Bank        | + 0 s           |
| 7e | Michela Pavin           | Italie     | Inpa-Bianchi                     | + 0 s           |
| 8e | Arianna Fidanza         | Italie     | Astana Women's Team              | + 0 s           |
| 9e | Eva Buurman             | Pays-Bas   | Parkhotel Valkenburg Continental | + 0 s           |
| 10e | Eugenia Bujak           | Pologne    | BTC City Ljubljana               | + 0 s           |

| \| Classement général \| Classement général \| Classement général \| Classement général \| Classement général \| \| Coureur \| Coureur \| Pays \| Équipe \| Temps \| \| ------------------ \| ------------------ \| ------------------ \| ------------------------------- \| ------------------ \| \| 1re \| Amy Pieters \| Pays-Bas \| Wiggle High5 \| 9 h 01 min 55 s \| \| 2e \| Sarah Roy \| Australie \| Orica-AIS \| + 10 s \| \| 3e \| Aude Biannic \| France \| Poitou-Charentes.Futuroscope.86 \| + 11 s \| \| 4e \| Élise Delzenne \| France \| Lotto Soudal Ladies \| + 12 s \| \| 5e \| Danielle King \| Royaume-Uni \| Wiggle High5 \| + 12 s \| \| 6e \| Mia Radotić \| Croatie \| BTC City Ljubljana \| + 15 s \| \| 7e \| Lara Vieceli \| Italie \| Inpa-Bianchi \| + 16 s \| \| 8e \| Kendall Ryan \| États-Unis \| Tibco-Silicon Valley Bank \| + 17 s \| \| 9e \| Eugenia Bujak \| Pologne \| BTC City Ljubljana \| + 17 s \| \| 10e \| Rozanne Slik \| Pays-Bas \| Liv-Plantur \| + 18 s \| |                |             |                                 |                 |
| |                |             |                                 |                 |
| |                |             |                                 |                 |
| Classement général |                |             |                                 |                 |
| Coureur | Coureur        | Pays        | Équipe                          | Temps           |
| 1re | Amy Pieters    | Pays-Bas    | Wiggle High5                    | 9 h 01 min 55 s |
| 2e | Sarah Roy      | Australie   | Orica-AIS                       | + 10 s          |
| 3e | Aude Biannic   | France      | Poitou-Charentes.Futuroscope.86 | + 11 s          |
| 4e | Élise Delzenne | France      | Lotto Soudal Ladies             | + 12 s          |
| 5e | Danielle King  | Royaume-Uni | Wiggle High5                    | + 12 s          |
| 6e | Mia Radotić    | Croatie     | BTC City Ljubljana              | + 15 s          |
| 7e | Lara Vieceli   | Italie      | Inpa-Bianchi                    | + 16 s          |
| 8e | Kendall Ryan   | États-Unis  | Tibco-Silicon Valley Bank       | + 17 s          |
| 9e | Eugenia Bujak  | Pologne     | BTC City Ljubljana              | + 17 s          |
| 10e | Rozanne Slik   | Pays-Bas    | Liv-Plantur                     | + 18 s          |

### 4eétape
Corinna Lechner réalise le premier temps de référence. Elle est ensuite devancée par Amber Neben, qui gagne le contre-la-montre avec plus trente secondes d'avance sur Tayler Wiles et cinquante-cinq secondes sur la leader du classement général Amy Pieters. Elle s'empare donc du maillot orange. Les Françaises Élise Delzenne, Aude Biannic et Séverine Eraud terminent sept-, huit- et neuvième de l'étape dans quasiment le même temps,.
| \| Classement de l'étape \| Classement de l'étape \| Classement de l'étape \| Classement de l'étape \| Classement de l'étape \| \| Coureur \| Coureur \| Pays \| Équipe \| Temps \| \| --------------------- \| --------------------- \| --------------------- \| ------------------------------- \| --------------------- \| \| 1re \| Amber Neben \| États-Unis \| BePink \| 18 min 07 s \| \| 2e \| Tayler Wiles \| États-Unis \| Orica-AIS \| + 33 s \| \| 3e \| Amy Pieters \| Pays-Bas \| Wiggle High5 \| + 55 s \| \| 4e \| Corinna Lechner \| Allemagne \| BTC City Ljubljana \| + 1 min 10 s \| \| 5e \| Eugenia Bujak \| Pologne \| BTC City Ljubljana \| + 1 min 13 s \| \| 6e \| Rozanne Slik \| Pays-Bas \| Liv-Plantur \| + 1 min 16 s \| \| 7e \| Élise Delzenne \| France \| Lotto Soudal Ladies \| + 1 min 20 s \| \| 8e \| Aude Biannic \| France \| Poitou-Charentes.Futuroscope.86 \| + 1 min 21 s \| \| 9e \| Séverine Eraud \| France \| Poitou-Charentes.Futuroscope.86 \| + 1 min 21 s \| \| 10e \| Kathrin Hammes \| Allemagne \| Tibco-Silicon Valley Bank \| + 1 min 21 s \| |                 |            |                                 |              |
| |                 |            |                                 |              |
| |                 |            |                                 |              |
| Classement de l'étape |                 |            |                                 |              |
| Coureur | Coureur         | Pays       | Équipe                          | Temps        |
| 1re | Amber Neben     | États-Unis | BePink                          | 18 min 07 s  |
| 2e | Tayler Wiles    | États-Unis | Orica-AIS                       | + 33 s       |
| 3e | Amy Pieters     | Pays-Bas   | Wiggle High5                    | + 55 s       |
| 4e | Corinna Lechner | Allemagne  | BTC City Ljubljana              | + 1 min 10 s |
| 5e | Eugenia Bujak   | Pologne    | BTC City Ljubljana              | + 1 min 13 s |
| 6e | Rozanne Slik    | Pays-Bas   | Liv-Plantur                     | + 1 min 16 s |
| 7e | Élise Delzenne  | France     | Lotto Soudal Ladies             | + 1 min 20 s |
| 8e | Aude Biannic    | France     | Poitou-Charentes.Futuroscope.86 | + 1 min 21 s |
| 9e | Séverine Eraud  | France     | Poitou-Charentes.Futuroscope.86 | + 1 min 21 s |
| 10e | Kathrin Hammes  | Allemagne  | Tibco-Silicon Valley Bank       | + 1 min 21 s |

| \| Classement général \| Classement général \| Classement général \| Classement général \| Classement général \| \| Coureur \| Coureur \| Pays \| Équipe \| Temps \| \| ------------------ \| ------------------ \| ------------------ \| ------------------------------- \| ------------------ \| \| 1re \| Amber Neben \| États-Unis \| BePink \| 9 h 20 min 25 s \| \| 2e \| Amy Pieters \| Pays-Bas \| Wiggle High5 \| + 32 s \| \| 3e \| Tayler Wiles \| États-Unis \| Orica-AIS \| + 32 s \| \| 4e \| Eugenia Bujak \| Pologne \| BTC City Ljubljana \| + 1 min 07 s \| \| 5e \| Aude Biannic \| France \| Poitou-Charentes.Futuroscope.86 \| + 1 min 09 s \| \| 6e \| Élise Delzenne \| France \| Lotto Soudal Ladies \| + 1 min 09 s \| \| 7e \| Rozanne Slik \| Pays-Bas \| Liv-Plantur \| + 1 min 11 s \| \| 8e \| Danielle King \| Royaume-Uni \| Wiggle High5 \| + 1 min 20 s \| \| 9e \| Séverine Eraud \| France \| Poitou-Charentes.Futuroscope.86 \| + 1 min 20 s \| \| 10e \| Mia Radotić \| Croatie \| BTC City Ljubljana \| + 1 min 21 s \| |                |             |                                 |                 |
| |                |             |                                 |                 |
| |                |             |                                 |                 |
| Classement général |                |             |                                 |                 |
| Coureur | Coureur        | Pays        | Équipe                          | Temps           |
| 1re | Amber Neben    | États-Unis  | BePink                          | 9 h 20 min 25 s |
| 2e | Amy Pieters    | Pays-Bas    | Wiggle High5                    | + 32 s          |
| 3e | Tayler Wiles   | États-Unis  | Orica-AIS                       | + 32 s          |
| 4e | Eugenia Bujak  | Pologne     | BTC City Ljubljana              | + 1 min 07 s    |
| 5e | Aude Biannic   | France      | Poitou-Charentes.Futuroscope.86 | + 1 min 09 s    |
| 6e | Élise Delzenne | France      | Lotto Soudal Ladies             | + 1 min 09 s    |
| 7e | Rozanne Slik   | Pays-Bas    | Liv-Plantur                     | + 1 min 11 s    |
| 8e | Danielle King  | Royaume-Uni | Wiggle High5                    | + 1 min 20 s    |
| 9e | Séverine Eraud | France      | Poitou-Charentes.Futuroscope.86 | + 1 min 20 s    |
| 10e | Mia Radotić    | Croatie     | BTC City Ljubljana              | + 1 min 21 s    |

### 5eétape
En début d'étape Kendall Ryan, Spela Kern et  Anna Rodriguez Sanchez s'échappent. Elles comptent jusqu'à deux minutes d'avance mais se font rejoindre dans les premiers lacés du col de Brabant. Dans cette ascension Amber Neben accélère et s'isole en tête. Carlee Taylor et Janneke Ensing complète le podium de l'étape. À noter, l'abandon d'Élise Delzenne qui a chuté lors de la troisième étape.
| \| Classement de l'étape \| Classement de l'étape \| Classement de l'étape \| Classement de l'étape \| Classement de l'étape \| \| Coureur \| Coureur \| Pays \| Équipe \| Temps \| \| --------------------- \| --------------------- \| --------------------- \| -------------------------------- \| --------------------- \| \| 1re \| Amber Neben \| États-Unis \| BePink \| 3 h 03 min 14 s \| \| 2e \| Janneke Ensing \| Pays-Bas \| Parkhotel Valkenburg Continental \| + 18 s \| \| 3e \| Carlee Taylor \| Australie \| Liv-Plantur \| + 18 s \| \| 4e \| Tayler Wiles \| États-Unis \| Orica-AIS \| + 25 s \| \| 5e \| Amélie Rivat \| France \| Poitou-Charentes.Futuroscope.86 \| + 25 s \| \| 6e \| Lex Albrecht \| Canada \| BePink \| + 25 s \| \| 7e \| Pauliena Rooijakkers \| Pays-Bas \| Parkhotel Valkenburg Continental \| + 29 s \| \| 8e \| Kseniya Tuhai \| Biélorussie \| BePink \| + 29 s \| \| 9e \| Eider Merino \| Espagne \| Lointek \| + 29 s \| \| 10e \| Lara Vieceli \| Italie \| Inpa-Bianchi \| + 49 s \| |                      |             |                                  |                 |
| |                      |             |                                  |                 |
| |                      |             |                                  |                 |
| Classement de l'étape |                      |             |                                  |                 |
| Coureur | Coureur              | Pays        | Équipe                           | Temps           |
| 1re | Amber Neben          | États-Unis  | BePink                           | 3 h 03 min 14 s |
| 2e | Janneke Ensing       | Pays-Bas    | Parkhotel Valkenburg Continental | + 18 s          |
| 3e | Carlee Taylor        | Australie   | Liv-Plantur                      | + 18 s          |
| 4e | Tayler Wiles         | États-Unis  | Orica-AIS                        | + 25 s          |
| 5e | Amélie Rivat         | France      | Poitou-Charentes.Futuroscope.86  | + 25 s          |
| 6e | Lex Albrecht         | Canada      | BePink                           | + 25 s          |
| 7e | Pauliena Rooijakkers | Pays-Bas    | Parkhotel Valkenburg Continental | + 29 s          |
| 8e | Kseniya Tuhai        | Biélorussie | BePink                           | + 29 s          |
| 9e | Eider Merino         | Espagne     | Lointek                          | + 29 s          |
| 10e | Lara Vieceli         | Italie      | Inpa-Bianchi                     | + 49 s          |

| \| Classement général \| Classement général \| Classement général \| Classement général \| Classement général \| \| Coureur \| Coureur \| Pays \| Équipe \| Temps \| \| ------------------ \| ------------------ \| ------------------ \| -------------------------------- \| ------------------ \| \| 1re \| Amber Neben \| États-Unis \| BePink \| 12 h 23 min 39 s \| \| 2e \| Tayler Wiles \| États-Unis \| Orica-AIS \| + 57 s \| \| 3e \| Amy Pieters \| Pays-Bas \| Wiggle High5 \| + 1 min 25 s \| \| 4e \| Eugenia Bujak \| Pologne \| BTC City Ljubljana \| + 1 min 58 s \| \| 5e \| Rozanne Slik \| Pays-Bas \| Liv-Plantur \| + 2 min 02 s \| \| 6e \| Janneke Ensing \| Pays-Bas \| Parkhotel Valkenburg Continental \| + 2 min 14 s \| \| 7e \| Carlee Taylor \| Australie \| Liv-Plantur \| + 2 min 17 s \| \| 8e \| Séverine Eraud \| France \| Poitou-Charentes.Futuroscope.86 \| + 2 min 35 s \| \| 9e \| Lex Albrecht \| Canada \| BePink \| + 2 min 43 s \| \| 10e \| Kseniya Tuhai \| Biélorussie \| BePink \| + 3 min 00 s \| |                |             |                                  |                  |
| |                |             |                                  |                  |
| |                |             |                                  |                  |
| Classement général |                |             |                                  |                  |
| Coureur | Coureur        | Pays        | Équipe                           | Temps            |
| 1re | Amber Neben    | États-Unis  | BePink                           | 12 h 23 min 39 s |
| 2e | Tayler Wiles   | États-Unis  | Orica-AIS                        | + 57 s           |
| 3e | Amy Pieters    | Pays-Bas    | Wiggle High5                     | + 1 min 25 s     |
| 4e | Eugenia Bujak  | Pologne     | BTC City Ljubljana               | + 1 min 58 s     |
| 5e | Rozanne Slik   | Pays-Bas    | Liv-Plantur                      | + 2 min 02 s     |
| 6e | Janneke Ensing | Pays-Bas    | Parkhotel Valkenburg Continental | + 2 min 14 s     |
| 7e | Carlee Taylor  | Australie   | Liv-Plantur                      | + 2 min 17 s     |
| 8e | Séverine Eraud | France      | Poitou-Charentes.Futuroscope.86  | + 2 min 35 s     |
| 9e | Lex Albrecht   | Canada      | BePink                           | + 2 min 43 s     |
| 10e | Kseniya Tuhai  | Biélorussie | BePink                           | + 3 min 00 s     |

### 6eétape
La sixième étape fait figure d'étape reine de l'épreuve. Un gruppetto se forme rapidement. Carlee Taylor profite de l'ascension du Bramont, col non référencé, pour s'échapper. Elle prend une minute d'avance sur un groupe d'une douzaine de coureuses. La montée du Markstein produit un second écrémage dans le peloton. Carlee Taylor est néanmoins reprise à cinq kilomètres de l'arrivée. Eugenia Bujak se montre la plus véloce du sprint à douze. Elle devance Lex Albrecht et Amélie Rivat. Amber Neben conserve la tête du classement général.
| \| Classement de l'étape \| Classement de l'étape \| Classement de l'étape \| Classement de l'étape \| Classement de l'étape \| \| Coureur \| Coureur \| Pays \| Équipe \| Temps \| \| --------------------- \| --------------------- \| --------------------- \| ------------------------------- \| --------------------- \| \| 1re \| Eugenia Bujak \| Pologne \| BTC City Ljubljana \| 3 h 30 min 58 s \| \| 2e \| Lex Albrecht \| Canada \| BePink \| + 0 s \| \| 3e \| Amélie Rivat \| France \| Poitou-Charentes.Futuroscope.86 \| + 0 s \| \| 4e \| Tayler Wiles \| États-Unis \| Orica-AIS \| + 0 s \| \| 5e \| Marion Sicot \| France \| France \| + 0 s \| \| 6e \| Danielle King \| Royaume-Uni \| Wiggle High5 \| + 0 s \| \| 7e \| Eider Merino \| Espagne \| Lointek \| + 0 s \| \| 8e \| Kseniya Tuhai \| Biélorussie \| BePink \| + 0 s \| \| 9e \| Rozanne Slik \| Pays-Bas \| Liv-Plantur \| + 0 s \| \| 10e \| Carlee Taylor \| Australie \| Liv-Plantur \| + 0 s \| |               |             |                                 |                 |
| |               |             |                                 |                 |
| |               |             |                                 |                 |
| Classement de l'étape |               |             |                                 |                 |
| Coureur | Coureur       | Pays        | Équipe                          | Temps           |
| 1re | Eugenia Bujak | Pologne     | BTC City Ljubljana              | 3 h 30 min 58 s |
| 2e | Lex Albrecht  | Canada      | BePink                          | + 0 s           |
| 3e | Amélie Rivat  | France      | Poitou-Charentes.Futuroscope.86 | + 0 s           |
| 4e | Tayler Wiles  | États-Unis  | Orica-AIS                       | + 0 s           |
| 5e | Marion Sicot  | France      | France                          | + 0 s           |
| 6e | Danielle King | Royaume-Uni | Wiggle High5                    | + 0 s           |
| 7e | Eider Merino  | Espagne     | Lointek                         | + 0 s           |
| 8e | Kseniya Tuhai | Biélorussie | BePink                          | + 0 s           |
| 9e | Rozanne Slik  | Pays-Bas    | Liv-Plantur                     | + 0 s           |
| 10e | Carlee Taylor | Australie   | Liv-Plantur                     | + 0 s           |

| \| Classement général \| Classement général \| Classement général \| Classement général \| Classement général \| \| Coureur \| Coureur \| Pays \| Équipe \| Temps \| \| ------------------ \| ------------------ \| ------------------ \| -------------------------------- \| ------------------ \| \| 1re \| Amber Neben \| États-Unis \| BePink \| + 15 h 54 min 37 s \| \| 2e \| Tayler Wiles \| États-Unis \| Orica-AIS \| + 57 s \| \| 3e \| Eugenia Bujak \| Pologne \| BTC City Ljubljana \| + 1 min 58 s \| \| 4e \| Rozanne Slik \| Pays-Bas \| Liv-Plantur \| + 2 min 02 s \| \| 5e \| Janneke Ensing \| Pays-Bas \| Parkhotel Valkenburg Continental \| + 2 min 14 s \| \| 6e \| Carlee Taylor \| Australie \| Liv-Plantur \| + 2 min 17 s \| \| 7e \| Lex Albrecht \| Canada \| BePink \| + 2 min 43 s \| \| 8e \| Kseniya Tuhai \| Biélorussie \| BePink \| + 3 min 00 s \| \| 9e \| Danielle King \| Royaume-Uni \| Wiggle High5 \| + 3 min 03 s \| \| 10e \| Séverine Eraud \| France \| Poitou-Charentes.Futuroscope.86 \| + 3 min 06 s \| |                |             |                                  |                    |
| |                |             |                                  |                    |
| |                |             |                                  |                    |
| Classement général |                |             |                                  |                    |
| Coureur | Coureur        | Pays        | Équipe                           | Temps              |
| 1re | Amber Neben    | États-Unis  | BePink                           | + 15 h 54 min 37 s |
| 2e | Tayler Wiles   | États-Unis  | Orica-AIS                        | + 57 s             |
| 3e | Eugenia Bujak  | Pologne     | BTC City Ljubljana               | + 1 min 58 s       |
| 4e | Rozanne Slik   | Pays-Bas    | Liv-Plantur                      | + 2 min 02 s       |
| 5e | Janneke Ensing | Pays-Bas    | Parkhotel Valkenburg Continental | + 2 min 14 s       |
| 6e | Carlee Taylor  | Australie   | Liv-Plantur                      | + 2 min 17 s       |
| 7e | Lex Albrecht   | Canada      | BePink                           | + 2 min 43 s       |
| 8e | Kseniya Tuhai  | Biélorussie | BePink                           | + 3 min 00 s       |
| 9e | Danielle King  | Royaume-Uni | Wiggle High5                     | + 3 min 03 s       |
| 10e | Séverine Eraud | France      | Poitou-Charentes.Futuroscope.86  | + 3 min 06 s       |

### 7eétape
Jessica Allen est la première à s'échapper. Un groupe de douze coureuses se forme. Il est constitué de : Danielle King, Amy Pieters, Jenelle Crooks, Alexandra Manly, Kyara Stijns, Lauren Hall, Willeke Knol, Lex Albrecht, Spela Kern, Aude Biannic et Lara Vieceli. Elles comptent jusqu'à deux minutes d'avance. L'équipe Bepink d'Amber Neben commence la poursuite dans les dix derniers kilomètres et provoque le regroupement général. Au sprint Roxane Fournier devance  Sofia Bertizzolo et Kyara Stijns. Au classement général, Amber Neben remporte cette Route de France féminine 2016. À noter, l'abandon de Séverine Eraud alors deuxième du classement de la meilleure jeune.
| \| Classement de l'étape \| Classement de l'étape \| Classement de l'étape \| Classement de l'étape \| Classement de l'étape \| \| Coureur \| Coureur \| Pays \| Équipe \| Temps \| \| --------------------- \| --------------------- \| --------------------- \| ------------------------------- \| --------------------- \| \| 1re \| Roxane Fournier \| France \| Poitou-Charentes.Futuroscope.86 \| 2 h 48 min 55 s \| \| 2e \| Sofia Bertizzolo \| Italie \| Astana Women's Team \| + 0 s \| \| 3e \| Kyara Stijns \| Pays-Bas \| Liv-Plantur \| + 0 s \| \| 4e \| Lara Vieceli \| Italie \| Inpa-Bianchi \| + 0 s \| \| 5e \| Mia Radotić \| Croatie \| BTC City Ljubljana \| + 0 s \| \| 6e \| Sarah Roy \| Australie \| Orica-AIS \| + 0 s \| \| 7e \| Soline Lamboley \| France \| France \| + 0 s \| \| 8e \| Lex Albrecht \| Canada \| BePink \| + 0 s \| \| 9e \| Anouk Rijff \| Pays-Bas \| Lotto Soudal Ladies \| + 0 s \| |                  |           |                                 |                 |
| |                  |           |                                 |                 |
| |                  |           |                                 |                 |
| Classement de l'étape |                  |           |                                 |                 |
| Coureur | Coureur          | Pays      | Équipe                          | Temps           |
| 1re | Roxane Fournier  | France    | Poitou-Charentes.Futuroscope.86 | 2 h 48 min 55 s |
| 2e | Sofia Bertizzolo | Italie    | Astana Women's Team             | + 0 s           |
| 3e | Kyara Stijns     | Pays-Bas  | Liv-Plantur                     | + 0 s           |
| 4e | Lara Vieceli     | Italie    | Inpa-Bianchi                    | + 0 s           |
| 5e | Mia Radotić      | Croatie   | BTC City Ljubljana              | + 0 s           |
| 6e | Sarah Roy        | Australie | Orica-AIS                       | + 0 s           |
| 7e | Soline Lamboley  | France    | France                          | + 0 s           |
| 8e | Lex Albrecht     | Canada    | BePink                          | + 0 s           |
| 9e | Anouk Rijff      | Pays-Bas  | Lotto Soudal Ladies             | + 0 s           |

## Classements finals

### Classement général final
| \| Classement général \| Classement général \| Classement général \| Classement général \| Classement général \| \| Coureur \| Coureur \| Pays \| Équipe \| Temps \| \| ------------------ \| ------------------ \| ------------------ \| -------------------------------- \| ------------------ \| \| 1re \| Amber Neben \| États-Unis \| BePink \| 18 h 43 min 32 s \| \| 2e \| Tayler Wiles \| États-Unis \| Orica-AIS \| + 57 s \| \| 3e \| Eugenia Bujak \| Pologne \| BTC City Ljubljana \| + 1 min 58 s \| \| 4e \| Rozanne Slik \| Pays-Bas \| Liv-Plantur \| + 2 min 02 s \| \| 5e \| Janneke Ensing \| Pays-Bas \| Parkhotel Valkenburg Continental \| + 2 min 14 s \| \| 6e \| Carlee Taylor \| Australie \| Liv-Plantur \| + 2 min 17 s \| \| 7e \| Lex Albrecht \| Canada \| BePink \| + 2 min 43 s \| \| 8e \| Kseniya Tuhai \| Biélorussie \| BePink \| + 3 min 00 s \| \| 9e \| Danielle King \| Royaume-Uni \| Wiggle High5 \| + 3 min 03 s \| \| 10e \| Amélie Rivat \| France \| Poitou-Charentes.Futuroscope.86 \| + 3 min 18 s \| |                |             |                                  |                  |
| |                |             |                                  |                  |
| |                |             |                                  |                  |
| Classement général |                |             |                                  |                  |
| Coureur | Coureur        | Pays        | Équipe                           | Temps            |
| 1re | Amber Neben    | États-Unis  | BePink                           | 18 h 43 min 32 s |
| 2e | Tayler Wiles   | États-Unis  | Orica-AIS                        | + 57 s           |
| 3e | Eugenia Bujak  | Pologne     | BTC City Ljubljana               | + 1 min 58 s     |
| 4e | Rozanne Slik   | Pays-Bas    | Liv-Plantur                      | + 2 min 02 s     |
| 5e | Janneke Ensing | Pays-Bas    | Parkhotel Valkenburg Continental | + 2 min 14 s     |
| 6e | Carlee Taylor  | Australie   | Liv-Plantur                      | + 2 min 17 s     |
| 7e | Lex Albrecht   | Canada      | BePink                           | + 2 min 43 s     |
| 8e | Kseniya Tuhai  | Biélorussie | BePink                           | + 3 min 00 s     |
| 9e | Danielle King  | Royaume-Uni | Wiggle High5                     | + 3 min 03 s     |
| 10e | Amélie Rivat   | France      | Poitou-Charentes.Futuroscope.86  | + 3 min 18 s     |

### Points UCI
| Position           | 1er | 2e | 3e | 4e | 5e | 6e | 7e | 8e | 9e | 10e | 11e | 12e | 13e | 14e | 15e | 16e | 17e | 18e |
| Classement général | 80  | 60 | 45 | 35 | 30 | 25 | 21 | 18 | 15 | 12  | 10  | 8   | 6   | 5   | 4   | 3   | 2   | 1   |
| Par étape          | 16  | 12 | 8  | 6  | 5  | 4  | 3  | 2  |    |     |     |     |     |     |     |     |     |     |
| Leader, par étape  | 4   |    |    |    |    |    |    |    |    |     |     |     |     |     |     |     |     |     |

### Classements annexes

#### Classement de la meilleure grimpeuse
| Classement de la meilleure grimpeuse | Classement de la meilleure grimpeuse | Classement de la meilleure grimpeuse | Classement de la meilleure grimpeuse | Classement de la meilleure grimpeuse |
| ------------------------------------ | ------------------------------------ | ------------------------------------ | ------------------------------------ | ------------------------------------ |
|                                      | Coureur                              | Pays                                 | Équipe                               | Point(s)                             |
| 1er                                  | Janneke Ensing                       | Pays-Bas                             | Parkhotel Valkenburg                 | 59 points                            |
| 2e                                   | Carlee Taylor                        | Australie                            | Liv-Plantur                          | 30 pts                               |
| 3e                                   | Amber Neben                          | États-Unis                           | Bepink                               | 20 pts                               |
| modifier                             |                                      |                                      |                                      |                                      |

#### Classement de la meilleure jeune
| Classement de la meilleure jeune | Classement de la meilleure jeune | Classement de la meilleure jeune | Classement de la meilleure jeune | Classement de la meilleure jeune |
|                                  | Coureur                          | Pays                             | Équipe                           | Temps                            |
| -------------------------------- | -------------------------------- | -------------------------------- | -------------------------------- | -------------------------------- |
| 1er                              | Kseniya Tuhai                    | Biélorussie                      | Bepink                           | en 18 h 46 min 32 s              |
| 2e                               | Sofia Bertizzolo                 | Italie                           | Astana Women's                   | +1 min 30 s                      |
| 3e                               | Ana Maria Covrig                 | Roumanie                         | Inpa-Bianchi                     | +2 min 42 s                      |
| modifier                         |                                  |                                  |                                  |                                  |

#### Classement de la meilleure équipe
| Classement de la meilleure équipe | Classement de la meilleure équipe | Classement de la meilleure équipe | Classement de la meilleure équipe | Classement de la meilleure équipe |
|                                   | Coureur                           | Pays                              | Équipe                            | Temps                             |
| --------------------------------- | --------------------------------- | --------------------------------- | --------------------------------- | --------------------------------- |
| 1er                               | Bepink                            | Italie                            | '                                 | en 56 h 16 min 6 s                |
| 2e                                | Poitou-Charentes.Futuroscope.86   | France                            |                                   | +2 min 42 s                       |
| 3e                                | Liv-Plantur                       | Pays-Bas                          |                                   | +23 min 38 s                      |
| modifier                          |                                   |                                   |                                   |                                   |

## Évolution des classements
| Étape              | Vainqueur          | Classement général | Classement de la montagne | Classement de la meilleure jeune | Classement de la combativité    | Classement de la meilleure équipe |
| ------------------ | ------------------ | ------------------ | ------------------------- | -------------------------------- | ------------------------------- | --------------------------------- |
| P                  | Amy Pieters        | Amy Pieters        | Non attribué              | Floortje Mackaij                 | Non attribué                    | Wiggle High5                      |
| 1                  | Eugenia Bujak      | Amy Pieters        | Janneke Ensing            | Floortje Mackaij                 | Jip van den Bos                 | Poitou-Charentes.Futuroscope.86   |
| 2                  | Roxane Fournier    | Amy Pieters        | Janneke Ensing            | Floortje Mackaij                 | Kseniya Dobrynina               | Poitou-Charentes.Futuroscope.86   |
| 3                  | Chloe Hosking      | Amy Pieters        | Janneke Ensing            | Séverine Eraud                   | Kseniya Tuhai                   | Poitou-Charentes.Futuroscope.86   |
| 4 (clm)            | Amber Neben        | Amber Neben        | Janneke Ensing            | Séverine Eraud                   | Non attribué                    | BTC City Ljubljana                |
| 5                  | Amber Neben        | Amber Neben        | Janneke Ensing            | Séverine Eraud                   | Anna Ramírez Bauxell            | Bepink                            |
| 6                  | Eugenia Bujak      | Amber Neben        | Janneke Ensing            | Kseniya Tuhai                    | Séverine Eraud et Carlee Taylor | Bepink                            |
| 7                  | Roxane Fournier    | Amber Neben        | Janneke Ensing            | Kseniya Tuhai                    | Amy Pieters                     | Bepink                            |
| Classements finals | Classements finals | Amber Neben        | Janneke Ensing            | Kseniya Tuhai                    | -                               | Bepink                            |

## Liste des participantes
| Légende                                | Légende                                                                                              | Légende                             | Légende |
| -------------------------------------- | --- | ----------------------------------- | --- |
| Num                                    | Dossard de départ porté par la coureuse sur cette Route de France féminine                           | Pos                                 | Position finale au classement général                                                                         |
| Leader du classement général           | Indique la vainqueur du classement général                                                           | Leader du classement de la montagne | Indique la vainqueur du classement de la montagne                                                             |
| Leader du classement du meilleur jeune | Indique la vainqueur du classement de la meilleure jeune                                             |                                     | Indique un maillot de champion national ou mondial, suivi de sa spécialité                                    |
| #                                      | Indique la meilleure équipe                                                                          | NP                                  | Indique une coureuse qui n'a pas pris le départ d'une étape, suivi du numéro de l'étape où elle s'est retirée |
| AB                                     | Indique une coureuse qui n'a pas terminé une étape, suivi du numéro de l'étape où elle s'est retirée | HD                                  | Indique un coureuse qui a terminé une étape hors des délais, suivi du numéro de l'étape                       |
| DSQ                                    | Indique un coureur qui a été disqualifié de la course, suivi du numéro de l'étape                    | *                                   | Indique un coureuse en lice pour le classement de la meilleure jeune (coureuses nées après le )               |

| Wiggle High5 WHT                   | Wiggle High5 WHT      | Wiggle High5 WHT |
| ---------------------------------- | --------------------- | ---------------- |
| Num                                | Coureur               | Pos              |
| 1                                  | Danielle King (GBR)   | 9e               |
| 2                                  | Lucy Garner* (GBR)    | 60e              |
| 3                                  | Amy Pieters (NED)     | 19e              |
| 4                                  | Chloe Hosking (AUS)   | 37e              |
| 5                                  | Amy Roberts* (GBR)    | 62e              |
| 6                                  | Mayuko Hagiwara (JPN) | 38e              |
| Directeur sportif : Nico Claessens |                       |                  |

| Orica-AIS OGE                  | Orica-AIS OGE          | Orica-AIS OGE |
| ------------------------------ | ---------------------- | ------------- |
| Num                            | Coureur                | Pos           |
| 12                             | Jenelle Crooks* (AUS)  | 22e           |
| 13                             | Jessica Allen* (AUS)   | 44e           |
| 14                             | Sara Roy (AUS)         | 27e           |
| 15                             | Alexandra Manly* (AUS) | 39e           |
| 16                             | Tayler Wiles (USA)     | 2e            |
| Directeur sportif : Gene Bates |                        |               |

| Liv-Plantur TLP                     | Liv-Plantur TLP         | Liv-Plantur TLP |
| ----------------------------------- | ----------------------- | --------------- |
| Num                                 | Coureur                 | Pos             |
| 21                                  | Floortje Mackaij* (NED) | AB-3            |
| 22                                  | Rozanne Slik (NED )     | 4e              |
| 23                                  | Julia Soek (NED )       | 34e             |
| 24                                  | Kyara Stijns* (NED )    | 61e             |
| 25                                  | Carlee Taylor (AUS )    | 6e              |
| 26                                  | Molly Weaver* (GBR)     | NP-4            |
| Directeur sportif : Hans Timmermans |                         |                 |

| Tibco-SVB TIB                     | Tibco-SVB TIB        | Tibco-SVB TIB |
| --------------------------------- | -------------------- | ------------- |
| Num                               | Coureur              | Pos           |
| 42                                | Alizee Brien (USA)   | AB-2          |
| 43                                | Lauren Hall (USA)    | 30e           |
| 44                                | Kathrin Hammes (USA) | 20e           |
| 45                                | Kendall Ryan (USA)   | AB-6          |
| Directeur sportif : Edward Beamon |                      |               |

| Lotto Soudal LBL                     | Lotto Soudal LBL       | Lotto Soudal LBL |
| ------------------------------------ | ---------------------- | ---------------- |
| Num                                  | Coureur                | Pos              |
| 51                                   | Élise Delzenne (FRA)   | AB-5             |
| 52                                   | Anouk Rijff* (NED)     | 48e              |
| 53                                   | Lieselot Decroix (BEL) | AB-6             |
| 54                                   | Isabelle Becker (BEL)  | 51e              |
| 55                                   | Susanna Zorzi (ITA)    | 12e              |
| 56                                   | Willeke Knol (GER)     | 55e              |
| Directeur sportif : Dany Schoonbaert |                        |                  |

| Bepink# BPK                     | Bepink# BPK              | Bepink# BPK |
| ------------------------------- | ------------------------ | ----------- |
| Num                             | Coureur                  | Pos         |
| 61                              | Amber Neben (USA)        | 1re         |
| 62                              | Lex Albrecht (CAN)       | 7e          |
| 63                              | Ilaria Sanguineti* (ITA) | 53e         |
| 64                              | Kseniya Tuhai* (BLR)     | 8e          |
| 65                              | Tatiana Shamanova (RUS)  | 36e         |
| 66                              | Giorgia Fraiegari* (ITA) | AB-6        |
| Directeur sportif : Walter Zini |                          |             |

| BTC City Ljubljana BTC            | BTC City Ljubljana BTC    | BTC City Ljubljana BTC |
| --------------------------------- | ------------------------- | ---------------------- |
| Num                               | Coureur                   | Pos                    |
| 71                                | Eugenia Bujak (POL)       | 3e                     |
| 72                                | Ursa Pintar (SLO)         | 21e                    |
| 73                                | Mia Radotic (CRO) (route) | 26e                    |
| 74                                | Jelena Eric* (SRB)        | 52e                    |
| 75                                | Špela Kern (SLO)          | 31e                    |
| 76                                | Corrina Lechner* (GER)    | 54e                    |
| Directeur sportif : Martin Krasek |                           |                        |

| Astana Women's ASA                | Astana Women's ASA                 | Astana Women's ASA |
| --------------------------------- | ---------------------------------- | ------------------ |
| Num                               | Coureur                            | Pos                |
| 81                                | Sofia Bertizzolo* (ITA)            | 13e                |
| 82                                | Kseniia Dobrynina* (RUS)           | 33e                |
| 83                                | Arianna Fidanza* (ITA)             | 56e                |
| 84                                | Fanny Riberot (FRA)                | AB-3               |
| 85                                | Sofia Beggin* (ITA)                | 29e                |
| 86                                | Natalya Saifutdinova (KAZ) (route) | 49e                |
| Directeur sportif : Matteo Varago |                                    |                    |

| Poitou Charentes Futuroscope 86 FUT | Poitou Charentes Futuroscope 86 FUT | Poitou Charentes Futuroscope 86 FUT |
| ----------------------------------- | ----------------------------------- | ----------------------------------- |
| Num                                 | Coureur                             | Pos                                 |
| 91                                  | Roxane Fournier (FRA)               | 35e                                 |
| 92                                  | Aude Biannic (FRA)                  | 24e                                 |
| 93                                  | Amélie Rivat (FRA)                  | 10e                                 |
| 94                                  | Séverine Eraud* (FRA)               | AB-6                                |
| 95                                  | Charlotte Bravard (FRA)             | 11e                                 |
| 96                                  | Annabelle Dreville* (FRA)           | 23e                                 |
| Directeur sportif : Nicolas Marche  |                                     |                                     |

| Parkhotel Valkenburg PHV             | Parkhotel Valkenburg PHV   | Parkhotel Valkenburg PHV |
| ------------------------------------ | -------------------------- | ------------------------ |
| Num                                  | Coureur                    | Pos                      |
| 101                                  | Jip van den Bos (NED)      | AB-6                     |
| 102                                  | Eva Buurman* (NED)         | 28e                      |
| 103                                  | Ilona Hoeksma (NED)        | NP-4                     |
| 104                                  | Pauliena Rooijakkers (NED) | 25e                      |
| 105                                  | Esra Tromp (NED)           | 50e                      |
| 106                                  | Janneke Ensing (NED)       | 5e                       |
| Directeur sportif : Levinus Huenders |                            |                          |

| Servetto Footon SEF               | Servetto Footon SEF            | Servetto Footon SEF |
| --------------------------------- | ------------------------------ | ------------------- |
| Num                               | Coureur                        | Pos                 |
| 111                               | Anna Potokina (RUS)            | 18e                 |
| 112                               | Ana Paula Polegatch (SUI)      | 41e                 |
| 113                               | Katia Ragusa* (ITA)            | 45e                 |
| 115                               | Abby-Mae Parkinson* (SUI)      | NP-3                |
| 116                               | Maria Vittoria Sperotto* (ITA) | 58e                 |
| Directeur sportif : Dario Rossino |                                |                     |

| Inpa Bianchi ISG                     | Inpa Bianchi ISG                | Inpa Bianchi ISG |
| ------------------------------------ | ------------------------------- | ---------------- |
| Num                                  | Coureur                         | Pos              |
| 121                                  | Claudia Cretti* (ITA)           | AB-5             |
| 122                                  | Michela Pavin* (ITA)            | NP-6             |
| 123                                  | Lara Vieceli (ITA)              | 15e              |
| 124                                  | Anna Zita Maria Stricker* (ITA) | AB-6             |
| 125                                  | Ann Bethany Allen (USA)         | 43e              |
| 126                                  | Ana Maria Covrig* (ROM)         | 14e              |
| Directeur sportif : Giuseppe Lanzoni |                                 |                  |

| Sélection nationale française          | Sélection nationale française | Sélection nationale française |
| -------------------------------------- | ----------------------------- | ----------------------------- |
| Num                                    | Coureur                       | Pos                           |
| 131                                    | Marjolaine Bazin (FRA)        | 40e                           |
| 132                                    | Emilie Rochedy * (FRA)        | AB-6                          |
| 133                                    | Soline Lamboley * (FRA)       | 57e                           |
| 134                                    | Iris Sachet * (FRA)           | AB-6                          |
| 135                                    | Marion Sicot * (FRA)          | 17e                           |
| 136                                    | Marine Strappazzon* (FRA)     | AB-2                          |
| Directeur sportif : Jérémie Fromonteil |                               |                               |

| Lointek LTK                             | Lointek LTK                  | Lointek LTK |
| --------------------------------------- | ---------------------------- | ----------- |
| Num                                     | Coureur                      | Pos         |
| 141                                     | Eider Merino Kortazar* (ESP) | 16e         |
| 142                                     | Lucia Gonzalez (ESP)         | 42e         |
| 143                                     | Anna Ramirez Bauxel (ESP)    | 32e         |
| 144                                     | Gloria Rodriguez (ESP)       | 46e         |
| 145                                     | Alba Teruel Ribes (ESP)      | 59e         |
| 146                                     | Alicia Gonzalez* (ESP)       | 47e         |
| Directeur sportif : Maria Teodora Ruano |                              |             |

Source,.